# OK-GLI
OK-GLI (BST-02) – radziecki testowy prom kosmiczny przeznaczony do testów aerodynamicznych, zbudowany w ramach programu Buran. Został skonstruowany w 1984 r.

## Charakterystyka
Pojazd ten, w odróżnieniu od amerykańskiego promu Enterprise przeznaczonego do testów atmosferycznych, był wyposażony w 4 silniki turboodrzutowe AL-31. Pozwalały one na start ze zwykłego pasa startowego, podczas gdy Enterprise musiał być wynoszony przez samolot transportowy. Powstał we wczesnych latach 80., zostały na nim przeprowadzone testy lotu poziomego i automatycznego lądowania. Został wyposażony w taką samą aparaturę, jak wahadłowiec przeznaczony do lotu w kosmos (system nawigacyjny, czujniki temperatury, akcelerometry itp.), miał też identyczną aerodynamikę i tak samo położony środek ciężkości. Egzemplarz odbył 25 lotów próbnych.
Prom ma 36 metrów długości, 16 m wysokości (do szczytu statecznika pionowego) i masę ok. 80 ton.

## Losy po zakończeniu programu

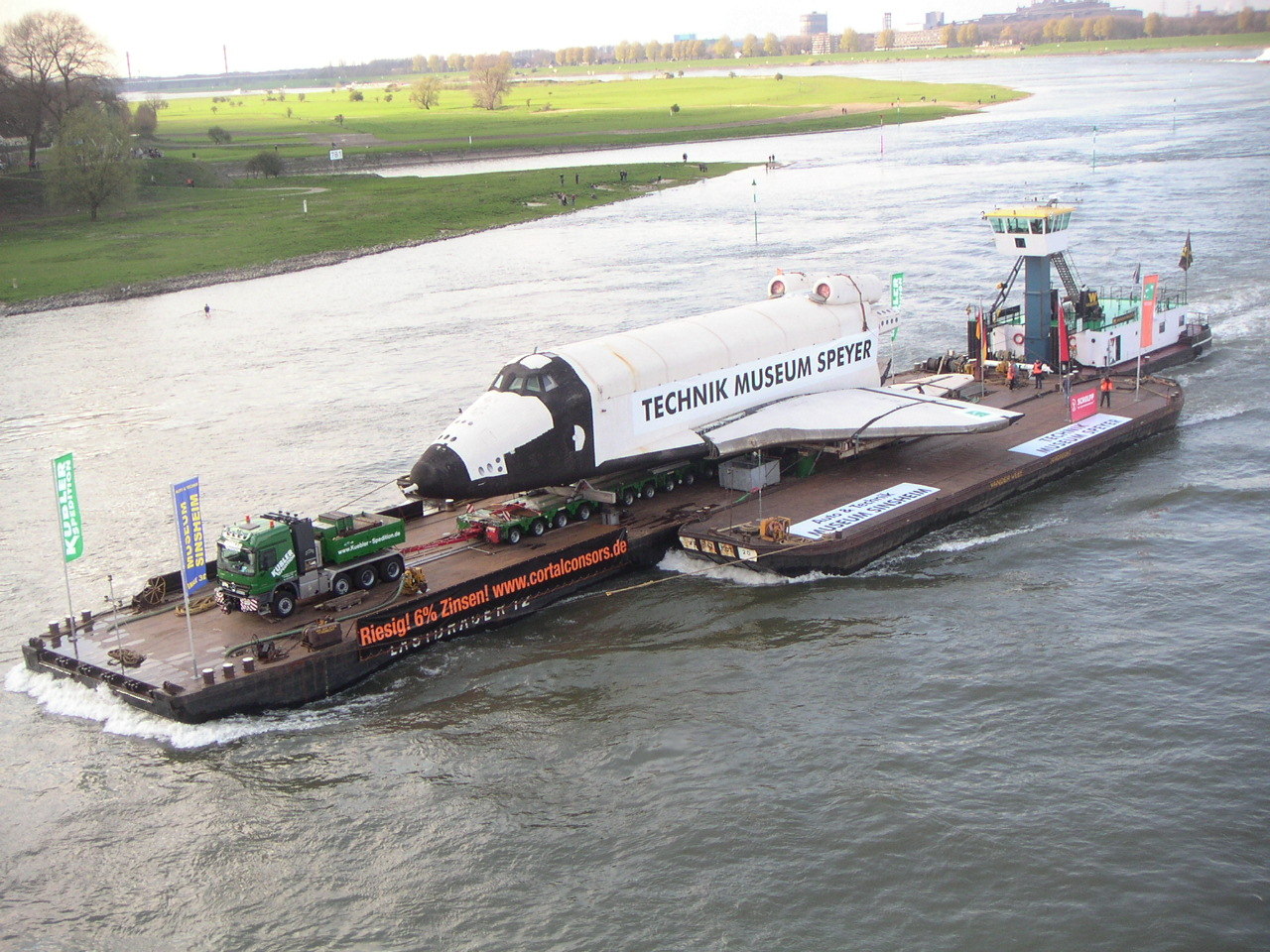
W trakcie transportu Renem

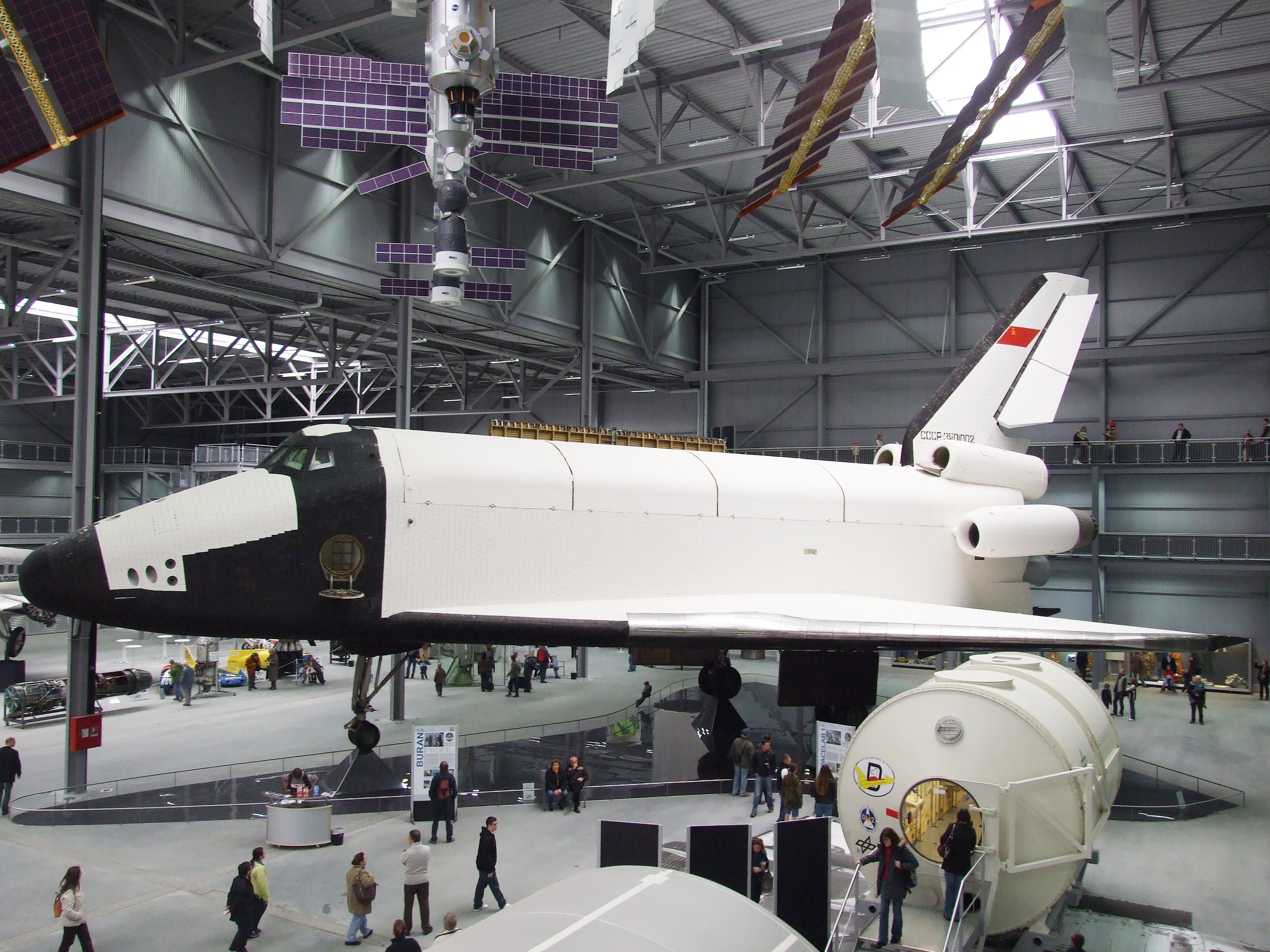
OK-GLI w Technik-Museum Speyer w Niemczech

Po rozpadzie Związku Radzieckiego program Buran został zamknięty. W latach 90. prom BST-02, znajdujący się w bazie lotniczej w mieście Żukowski, był prezentowany co dwa lata podczas pokazów MAKS Airshow. W 2000 roku zakupiła go firma Buran Space Corporation (BSC), należąca do australijskiego biznesmena i byłego astronauty Paula Scully-Powera. Był on wystawiony w centrum rozrywkowym Darling Harbour w Sydney i miał być jedną z atrakcji towarzyszących Letnim Igrzyskom Olimpijskim, jednak nie wzbudził większego zainteresowania turystów; firma zrezygnowała z planów organizacji objazdowej wystawy po Australii i stolicach Azji Południowo-Wschodniej. Bankructwo Buran Space Corporation sprawiło, że prom ponownie stał się rosyjską własnością, po czym został wystawiony na licytacji. W 2002 roku znalazł się nabywca, firma Space Shuttle World Tour zarejestrowana w Singapurze. Prom został przetransportowany do Bahrajnu, gdzie był wystawiony podczas letniego festiwalu. Właściciel nie był w stanie pokryć kosztów transportu ani opłat za przechowywanie promu. W latach 2004–2008 prom spoczywał na nabrzeżu w Bahrajnie, ze względu na trwające postępowanie sądowe między Rosją a Space Shuttle World Tour. Wreszcie w 2008 roku prom OK-GLI zakupiło niemieckie muzeum w mieście Spira, Technik-Museum Speyer. Transport promu do Europy nie obył się bez problemów, ale ostatecznie prom znalazł się w ekspozycji muzeum.
Informacje, że muzeum w Sinsheim zakupiło od Rosjan inny egzemplarz Burana (Buran 2.01) są błędne.